# New Zealand National Film Unit
Die New Zealand National Film Unit (auch National Film Unit und NFU) war eine neuseeländische Regierungsbehörde zur Produktion von staatlichen Filmen und zur Förderung privater neuseeländischer Filmproduktionsunternehmen.

## Geschichte

### Staatliche Filmproduktion vor der Gründung
Bereits 1907 war der neuseeländischen Regierung klar geworden, dass sie das Land und ihre Arbeit dafür sowohl der eigenen Bevölkerung gegenüber als auch im Ausland gut mit Filmen präsentieren konnte.
1922 wurde das Government Publicity Office gegründet und dem Innenministerium zugeordnet. Hauptaufgabe des Office war die Produktion von Filmen, vor allem zur Förderung des Tourismus. Vorgabe war, möglichst keine Menschen in den Filmen zu zeigen, damit diese nicht wegen Änderungen der Mode veralteten. Daher spezialisierte sich das Office auf das Zeigen schöner Landschaften, besonders bei Sonnenuntergang.
Für die Postproduktion wurde die in Wellington ansässige Firma Filmcraft Ltd. verpflichtet. Als deren Produktionsstätten abbrannten, musste die Firma das Stadtgebiet verlassen. 1928 entstand ihr neues Zentrum in Miramar. Das Tourist Department, der Hauptkunde von Filmcraft, leaste die Studios ab 1936 und kaufte sie 1938. Ab Ende 1939 wurde der Film One Hundred Crowded Years für die Hundertjahrfeier Neuseelands produziert. Weitere staatliche Filmproduktionen waren jedoch nicht geplant.

### Gründung der NFU und die Jahre unter Andrews
1940 besuchte der bekannte Dokumentarfilmer John Grierson auf Einladung der Regierung das Land. Er empfahl, mehr Menschen und deren Gesichter zu zeigen und wies auf den großen Wert von staatlich produzierten Dokumentarfilmen in Kriegszeiten hin. Die hätten einen unschätzbaren Wert für die Moral der Bevölkerung. Als die Regierung unschlüssig schien, produzierten Ernest Stanhope Andrews und Cyril Morton, der die Regierung seit den 1920er Jahren in Filmcraft vertreten hatte, den Film Country Lads. In dem zehn Minuten langen Film wurden Nachrichtenclips zusammengeschnitten, die die Abreise neuseeländischer Einheiten in den Krieg zeigten. Stanhope Andrews sprach dazu einen unaufgeregten und ernsthaften Kommentar, unterlegt mit Musik. Dieser Film, der erste, der New Zealand National Film Unit im Vorspann zeigte, überzeugte das Kriegsministerium von der Notwendigkeit einer eigenen Filmproduktion. Die National Film Unit wurde 1941 gegründet und erhielt die Miramar-Studios. Ernest Stanhope Andrews wurde mit der Leitung beauftragt.
Ab Juli 1941 erschien  die von der NFU produzierte Wochenschau Weekly Review. Die Filme liefen in 250 neuseeländischen Kinos, also in praktisch allen. Laut Jonathan Dennis, der 1981 das New Zealand Film Archive gründete, boten sie geradlinige, einfache öffentliche Informationen mit nur wenig Propaganda und waren in der Bevölkerung sehr beliebt. Die NFU produzierte in dieser Zeit aber auch Trainingsfilme für Soldaten.
Das Weekly Review lief auch nach dem Krieg weiter und berichtete, wenn auch etwas verändert, über die Nachkriegszeit in Neuseeland. Ende der 1940er Jahre wurde die NFU von der oppositionellen National Party kritisiert. Sie sei weniger eine nationale Informationsbehörde als vielmehr eine Propagandamaschine der regierenden Labour Party. Nach der Wahl 1949 übernahm die National Party die Regierung und forderte, die NFU solle mehr auf finanziellen Erfolg achten. Andrews verließ Anfang 1950 die NFU und wurde durch Geoffrey Scott ersetzt. Im August 1950 wurde das Weekly Review nach 459 Folgen eingestellt.

### Von 1952 bis zum Umzug
1952 startete die monatlich erscheinende Reihe Pictorial Parade. Bis 1972 erschienen 250 Folgen, die nicht nur an Kinos, sondern auch an Botschaften und Filmbibliotheken in aller Welt geliefert wurden. Daneben war die NFU in dieser Zeit vor allem mit Kurzfilmen erfolgreich. Neben Snows of Aorangi (1955) und One Hundred and Forty Days Under the World (1964) wird oft der Film This Is New Zealand, der für die Expo ’70 in Osaka produziert wurde und dort ein halbes Jahr lief, genannt. 1971 wurde er mit großem Erfolg in den neuseeländischen Kinos gezeigt.
Ab 1960 wurde in Neuseeland das Fernsehen relevant. Die New Zealand Broadcasting Corporation (später TVNZ) nutzte ebenfalls die Anlagen der NFU. Die wiederum produzierte nun auch für das Fernsehen. Da dies zu einer Konkurrenz um Filmschaffende und Produktionsressourcen führte, dachte man darüber nach, die Gesellschaften zu vereinigen. Die NFU blieb aber zunächst selbständig.
1978 zog die NFU nach Lower Hutt um, da die Anlagen in Miramar mittlerweile veraltet waren.

### Der Verkauf und die weitere Geschichte
1990 verkaufte die Regierung die NFU an Television New Zealand. Der Regisseur und Produzent John O’Shea von Pacific Films, der größten privaten Filmproduktionsgesellschaft des Landes, sah in der NFU zwar eher einen Rivalen, kritisierte das den Verkauf aber in seinem 1999 erschienenen, autobiografisch geprägten Buch. Dem Kaufpreis von 2,5 Millionen Neuseeland-Dollar abzüglich der gleichzeitigen Förderung in Höhe von einer Million stellte er die geschätzten Werte der Gebäude von etwa 19 Millionen und deren Einrichtungen von etwa 20 Millionen Dollar entgegen. Zudem machte er sich Sorgen darüber, dass das Land den Zugriff auf die alten Filme, aber auch auf Fotos und historische Dokumente bei einer Privatisierung des TVNZ verlieren könnte. Auch den Zugriff neuseeländischer Filmproduktionsunternehmen auf die von der NFU aufgebauten Produktionsanlagen thematisierte er.
Im Dezember 1998 beziehungsweise Anfang 2000 kaufte Peter Jackson die Einrichtungen der NFU vom TVNZ. Er begann sofort, sie zu modernisieren. Ein paar Jahre später brachte er sie wieder zurück nach Miramar. Er wusste, dass er damit ein finanzielles Risiko einging. Der neuseeländische Markt sei nicht groß genug, um die Kosten zu refinanzieren, und so hoffte er, damit auch internationale Filmprojekte anziehen zu können. Dazu müssten die Anlagen aber mindestens so gut sein wie die von George Lucas (Industrial Light & Magic). Schließlich gestand er, dass er das auch für sich selbst tue. Er wolle weiterhin in Neuseeland leben und dort seine Filme produzieren. Die Anlagen wurden zunächst zu The Film Unit umbenannt und später zu Park Road Post.

### Oscarnominierungen
Drei von der National Film Unit produzierte Filme wurden für einen Oscar nominiert: 1959 das New Zealand Screen Board für Snows of Aorangi, 1965 Geoffrey Scott und Oxley Hughan für One Hundred and Forty Days Under the World, sowie 1987 Bob Stenhouse für The Frog, the Dog, and the Devil.